# Yamaha SHS-10
Le Yamaha SHS-10 est un keytar (instrument à clavier tenu comme une guitare) de la marque Yamaha produit à partir de 1987.
Il a un clavier de 32 mini-touches et une molette de pitch-bend, vibrato et sustain. La polyphonie est de six voix, utilisant la synthèse FM. Il a un connecteur MIDI en sortie mais pas en entrée, lui permettant de contrôler d'autres instruments. Il existe en trois couleurs : rouge, gris ou noir.